# Rainer Oster
Rainer Oster (* 19. Januar 1966 in Völklingen/Saar) ist ein deutscher Organist, Cembalist und Ensembleleiter.

## Lebenslauf
Rainer Oster studierte an der Hochschule für Musik Saar in Saarbrücken und der Hochschule für Musik und Darstellende Kunst in Stuttgart (Solistenklasse Jon Laukvik). 1992 war er Gewinner des Johann-Pachelbel-Preises im Rahmen der Internationalen Orgelwoche Nürnberg. 1993 erhielt er den Bachpreis der Landeshauptstadt Wiesbaden. Seine Konzerttätigkeit als Organist führte ihn in zahlreiche Länder Europas und nach Japan. 2002 gründete er das auf historischen Instrumenten spielende Ensemble Parlando und 2009 das Vokalconsort Parlando. Seit 2010 ist er Lehrbeauftragter für Orgel an der Hochschule für Musik Saar in Saarbrücken.

## Diskografie
- Johann Sebastian Bach: Orgelwerke. Arte Nova (1995).
- Dietrich Buxtehude: Orgelwerke. Arte Nova (1999).
- Johann Sebastian Bach: Orgelwerke. Arte Nova (1999).
- Carl Philipp Emanuel Bach: Orgelkonzerte und Orgelsonaten (mit Ensemble Parlando). 2 CDs. DHM (2003).
- Johann Sebastian Bach: Konzerte für 2 und 3 Cembali (mit Alexandra Codreanu, Jon Laukvik, Ensemble Parlando). DHM (2009).